# 紫外线餐厅
紫外线餐厅（Ultraviolet by Paul Pairet）是一家位于中华人民共和国上海市的单桌餐厅，于2012年5月开业。該餐廳號稱是一家多感官餐厅。餐厅內有一個共有10个座位的单人餐桌，該餐廳每晚为10位客人提供22道菜品。用餐時間大約為4小時。此外餐廳內還有36个扬声器以及7个高清投影。餐廳需提前一個月預定。
紫外线餐厅由保羅·佩萊以及VOL集团共同創辦，奥拉维尔·埃利亚松設計。 第一版上海米其林指南將紫外线餐厅評為米其林二星餐廳。2017年9月，第二版上海米其林指南將紫外线餐厅評為米其林三星餐廳。 2019年，紫外线餐厅連續第三年被評為米其林三星餐廳。